# سیارک ۲۱۲۶۹
سیارک ۲۱۲۶۹ (به انگلیسی: 21269 Bechini، نامگذاری:1996LG) بیست و یک هزار و دویست و شصت و نهمین سیارک کشف شده‌است که در ۶ ژوئن ۱۹۹۶ کشف شد.